# Hans Jürg Domenig
Hans Jürg Domenig (* 24. August 1964 in Tamins) ist ein Unternehmer, Autor und Franchisepionier in der Schweiz.

## Leben
Hans Jürg Domenig ist der Sohn von Hans Domenig sowie ein Urenkel von Gaudenz Issler und besuchte Schulen in Davos und Chur. Nach der Ausbildung als Werbeassistent und Kaufmann an der SAMD in Davos und in Biel baute er für die Firma ACR ein Franchisesystem europaweit auf. 1990 gründete er das eigene Franchiseunternehmen ANSATZ Werbung & Beschriftung mit zeitweise über 100 Franchisepartnern in Deutschland, Österreich und der Schweiz. Mit der Organisation der Franchisemesse im Technopark Zürich schuf er eine Plattform für Schweizer Franchisegeber. 2002 begann er Baudenkmäler in enger Abstimmung mit dem Denkmalschutz zu restaurieren, wie die Engelburg von 1577, ein Messehaus in Bad Zurzach und das Schloss Thayngen von 1604 in Thayngen. Als Helpy-Experte des Schweizerischen Gewerbeverbandes für Firmenverkäufe betreibt er zudem die ANSATZ Firmen-Nachfolge-Verkauf, mit der die heute volkswirtschaftlich bedeutungsvolle Nachfolgersuche für KMUs organisiert wird. 2024 wurde Domenig zum Präsidenten des Schweizer Dachverbandes für Unternehmensnachfolge (CHDU) gewählt.

## Tätigkeit
Domenig bietet neben seiner Tätigkeit als Unternehmer und Verwaltungsrat Beratung für Franchisesysteme in der Start- und Expansionsphase an.

## Publikationen
- Die 7 Stufen zum erfolgreichen Unternehmer. Deutsche Nationalbibliothek: ISBN
- Eine eigene Werbeagentur besitzen: Handbuch für die Existenzgründung einer Ansatz-Werbeagentur für klein- und mittelständische Unternehmen. Deutsche Nationalbibliothek: ISBN
- Einen Nachfolger finden statt liquidieren Webseite Gewerbzeitung